# Distrito electoral federal 11 de Puebla

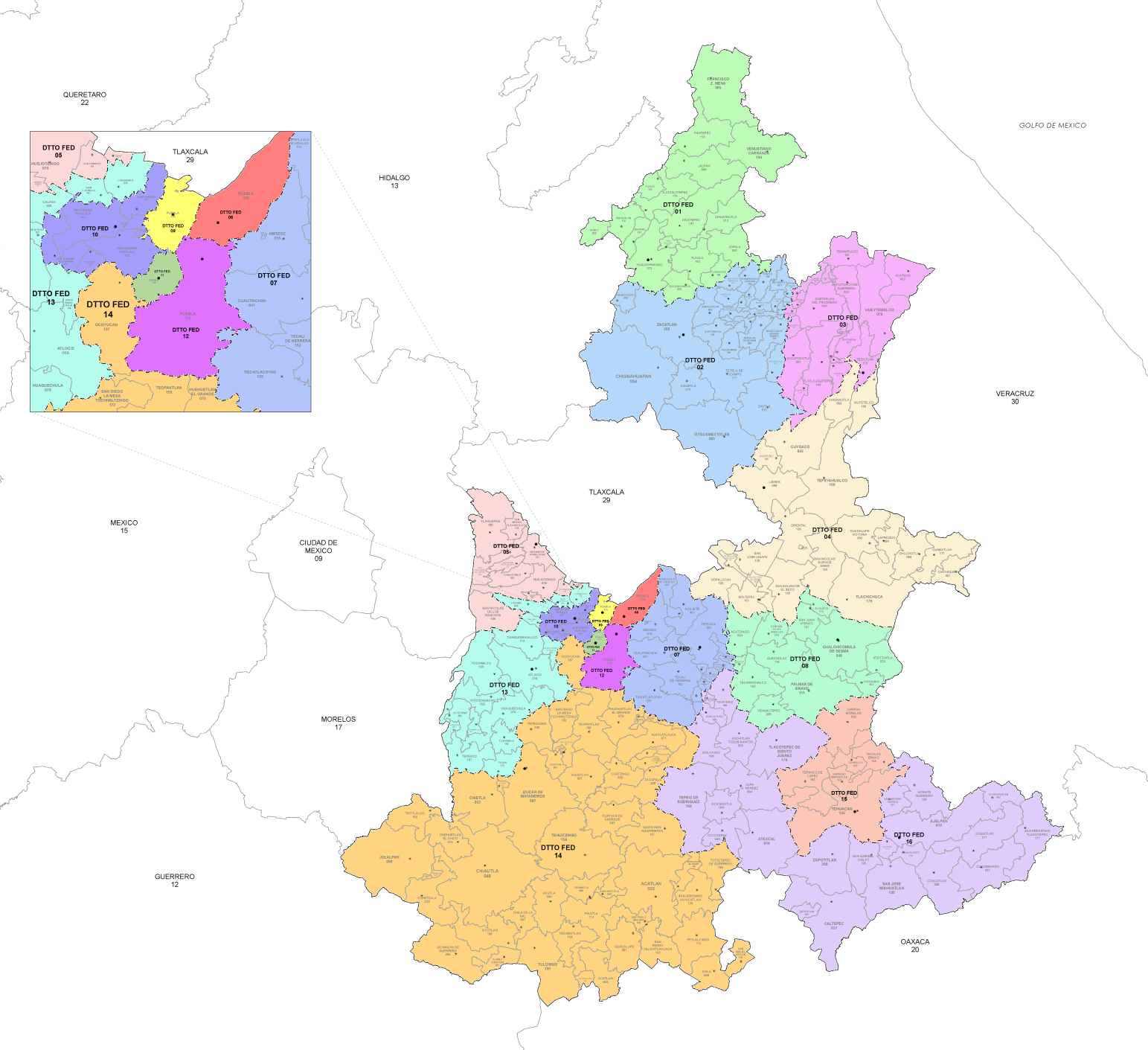
Distritos electorales federales del estado de Puebla (desde 2022).

El XI Distrito Electoral Federal de Puebla es uno de los 300 Distritos Electorales en los que se encuentra dividido el territorio de México para la elección de diputados federales y uno de los 16 en los que se divide el estado de Puebla. Uno de los 4 de su cabecera, la ciudad de Puebla de Zaragoza.
El Decimoprimer Distrito Electoral de Puebla es uno de los 4 que dividen a Puebla Capital, surgió para la LI Legislatura del Congreso de la Unión de México, se localiza en la zona sur poniente de la ciudad, es uno de los distritos con más contrastes ya que integra desde colonias populares, arrabales, hasta lujosos fraccionamientos privados y juntas auxiliares, con una población estimada en 430,000 ciudadanos aproximadamente, alberga las colonias con cercanía al centro como la colonia Santiago, Huexotitla, Gabriel Pastor, Mayorazgo, Agua Azul, La Noria, lugares excéntricos como Las Animas, San José Vistahermosa, La Noria, Plaza Dorada, El Centro comercial Angelopolis, colonias populares como Leobardo Coca, Popular Castillotla, San Bartolo, Agua Santa, 3 cerritos, San Miguel, Loma Bella, Lomas de Castillotla, San Lucía, SNTE, Playas del sur, Minerales de sur, Balcones del sur, Castillotla, San Ramón en sus 4 secciones, Luis Donaldo Colosio, y Cabañas de Santa María, la juntas auxiliares de Guadalupe Hidalgo, Antorcha Campesina, San Andrés Azumiatla que es la zona más marginada del distrito ya que el 92 por ciento de la población carece de servicios de salud, el 80 por ciento tiene una educación básica incompleta y el 63 por ciento de las viviendas carece de agua entubada, de acuerdo con el reporte 2010 del Coneval.

## Diputados por el distrito
- XXXVIII Legislatura
  - (1940 - 1979): Emilio Gutiérrez Roldán
- LI Legislatura
  - (1979 - 1982): Guillermo Jiménez Morales
- LII Legislatura
  - (1982 - 1985): Javier Bolaños Vázquez
- LIII Legislatura
  - (1985 - 1988): Rodolfo Budib Lichtle
- LIV Legislatura
  - (1988 - 1989): Miguel Quiroz Pérez 
  - (1989): Lucero Saldaña Pérez 
  - (1989 - 1991): Miguel Quiroz Pérez
- LV Legislatura
  - (1991 - 1994): Eduardo Cué y Morán
- LVI Legislatura
  - (1994 - 1997): Ricardo Menéndez Haces
- LVII Legislatura
  - (1997 - 2000): Salomón Jauli y Dávila†
- LVIII Legislatura
  - (2000 - 2003): Miguel Ángel Mantilla Martínez
- LIX Legislatura
  - (2003 - 2006): María Angélica Ramírez Luna
- LX Legislatura
  - (2006 - 2009): Alfonso Othón Bello Pérez
- LXI Legislatura
  - (2009 - 2012): Juan Carlos Natale López
- LXII Legislatura
  - (2012 - 2015): María Isabel Ortiz Mantilla [1]
- LXIV Legislatura
  - (2018-2021): Saúl Huerta Corona
- LXV Legislatura
  - (2021-2024): Carolina Beauregard Martínez